# João (governador da Armênia)
João (em latim: Ioannes; m. 589) foi um oficial do século VI, ativo no reinado do imperador Maurício (r. 582–602). Era governador de parte da Armênia na fronteira com o Império Sassânida, talvez a Armênia IV, e foi morto em 589 na revolta liderada por Simbácio IV. É provável que seu governo era civil, pois o governo militar estava sob João Mistacão.